# Eilat Challenger
L'Eilat Challenger è stato un torneo professionistico di tennis giocato su campi in cemento indoor. Faceva parte dell'ATP Challenger Series. Si è giocata una sola edizione, a Eilat in Israele.

## Albo d'oro

### Singolare
| Anno | Campione      | Finalista      | Punteggio |
| ---- | ------------- | -------------- | --------- |
| 1997 | Tuomas Ketola | Neville Godwin | 6–3, 6–4  |

### Doppio
| Anno | Campioni                     | Finalisti                  | Punteggio |
| ---- | ---------------------------- | -------------------------- | --------- |
| 1997 | Patrick Baur Andrej Čerkasov | Sander Groen Rogier Wassen | 6–3, 7–6  |